# I liga polska w rugby (2003/2004)
I liga polska w rugby (2003/2004) – czterdziesty ósmy sezon najwyższej klasy ligowych rozgrywek klubowych rugby union w Polsce. Tytuł mistrza Polski zdobyła Arka Gdynia, drugie miejsce zajęli Budowlani Łódź, a trzecie Lechia Gdańsk.

## Uczestnicy rozgrywek
W rozgrywkach wzięło udział dziewięć najlepszych drużyn Serii A z poprzedniego sezonu: Ogniwo Sopot, Budowlani Łódź, Budowlani Lublin, Lechia Gdańsk, Arka Gdynia, Orkan Sochaczew, AZS AWFiS Gdańsk, Posnania Poznań i Folc AZS Warszawa, oraz najlepsza drużyna Serii B z poprzedniego sezonu: Pogoń Siedlce.

## System rozgrywek
Rozgrywki toczono systemem jesień – wiosna, w trzech fazach. W pierwszej fazie wszystkie drużyny rozgrywały mecze każdy z każdym, bez rewanżów. W drugiej fazie drużyny dzielono na dwie grupy – sześć najlepszych drużyn walczyło o mistrzostwo, a cztery najsłabsze broniły się przed spadkiem. W każdej grupie mecze rozgrywano każdy z każdym (w grupie mistrzowskiej bez rewanżów, w grupie spadkowej mecz i rewanż) z zaliczeniem wyników z pierwszej rundy. Trzecia faza odbywała się w systemie play-off i uczestniczyły w niej drużyny z grupy mistrzowskiej. Zespoły sklasyfikowane na miejscach od pierwszego do czwartego grały w półfinałach (pierwszy z czwartym i drugi z trzecim), a drużyny z miejsc piątego i szóstego miały rozegrać mecz o piąte miejsce. Wszystkie spotkania odbywały się na boiskach drużyn wyżej sklasyfikowanych. Zwycięzcy półfinałów spotykali się w finale, którego stawką było mistrzostwo Polski, a przegrani w meczu o trzecie miejsce.

## Przebieg rozgrywek

### Pierwsza faza
Wyniki spotkań:
|                   | Ogniwo Sopot | Budowlani Łódź | Budowlani Lublin | Lechia Gdańsk | Arka Gdynia | Orkan Sochaczew | AZS AWFiS Gdańsk | Posnania Poznań | Folc AZS Warszawa | Pogoń Siedlce |
| Ogniwo Sopot      | –            | 3:18           | –                | 22:10         | –           | 33:18           | –                | –               | 19:19             | 29:10         |
| Budowlani Łódź    | –            | –              | 20:5             | –             | 13:11       | –               | 36:26            | 42:0            | –                 | 65:6          |
| Budowlani Lublin  | 26:3         | –              | –                | 13:25         | –           | 25:13           | –                | –               | 19:14             | 45:7          |
| Lechia Gdańsk     | –            | 32:32          | –                | –             | 17:5        | –               | 37:10            | 31:7            | –                 | 72:12         |
| Arka Gdynia       | 8:10         | –              | 18:32            | –             | –           | 32:31           | –                | –               | 25:12             | 76:3          |
| Orkan Sochaczew   | –            | 15:17          | –                | 33:20         | –           | –               | 21:8             | 42:3            | –                 | –             |
| AZS AWFiS Gdańsk  | 21:30        | –              | 18:30            | –             | 12:51       | –               | –                | –               | 24:20             | –             |
| Posnania Poznań   | 21:18        | –              | 21:24            | –             | 7:39        | –               | 11:20            | –               | –                 | –             |
| Folc AZS Warszawa | –            | 29:19          | –                | 15:30         | –           | 19:42           | –                | 65:0            | –                 | –             |
| Pogoń Siedlce     | –            | –              | –                | –             | –           | 8:10            | 22:27            | 29:0            | 12:16             | –             |

Tabela po pierwszej fazie (na zielono wiersze z drużynami, które awansowały do grupy walczącej o miejsca 1–6, a na żółto do grupy walczącej o miejsca 7–10):
| Pozycja | Drużyna           | Punkty razem | Bilans punktów |
| ------- | ----------------- | ------------ | -------------- |
| 1       | Budowlani Łódź    | 24           | 262:126        |
| 2       | Budowlani Lublin  | 23           | 219:139        |
| 3       | Lechia Gdańsk     | 22           | 274:149        |
| 4       | Ogniwo Sopot      | 20           | 167:151        |
| 5       | Arka Gdynia       | 19           | 265:137        |
| 6       | Orkan Sochaczew   | 19           | 224:165        |
| 7       | Folc AZS Warszawa | 16           | 208:187        |
| 8       | AZS AWFiS Gdańsk  | 15           | 166:258        |
| 9       | Pogoń Siedlce     | 11           | 109:430        |
| 10      | Posnania Poznań   | 11           | 70:310         |

### Druga faza

#### Grupa walcząca o miejsca 1–6
Wyniki spotkań:
|                  | Budowlani Łódź | Budowlani Lublin | Lechia Gdańsk | Ogniwo Sopot | Arka Gdynia | Orkan Sochaczew |
| Budowlani Łódź   | –              | –                | 6:11          | 31:13        | –           | 20:39           |
| Budowlani Lublin | 13:10          | –                | –             | –            | 8:15        | –               |
| Lechia Gdańsk    | –              | 43:18            | –             | 48:11        | –           | 31:13           |
| Ogniwo Sopot     | –              | 18:22            | –             | –            | 5:30        | –               |
| Arka Gdynia      | 16:7 (wo)      | –                | 18:14         | –            | –           | –               |
| Orkan Sochaczew  | –              | 17:25            | –             | 28:19        | 22:27       | –               |

Tabela grupy po drugiej fazie (na zielono wiersze z drużynami, które awansowały do półfinałów, a na żółto do meczu o piąte miejsce):
| Pozycja | Drużyna          | Punkty razem | Bilans punktów |
| ------- | ---------------- | ------------ | -------------- |
| 1       | Lechia Gdańsk    | 35           | 417:210        |
| 2       | Budowlani Lublin | 34           | 305:242        |
| 3       | Arka Gdynia      | 34           | 371:191        |
| 4       | Budowlani Łódź   | 30           | 336:218        |
| 5       | Orkan Sochaczew  | 28           | 344:287        |
| 6       | Ogniwo Sopot     | 25           | 233:310        |

#### Grupa walcząca o miejsca 7–10
Wyniki spotkań:
|                   | Folc AZS Warszawa | AZS AWFiS Gdańsk | Pogoń Siedlce | Posnania Poznań |
| Folc AZS Warszawa | –                 | 10:23            | 40:33         | 30:19           |
| AZS AWFiS Gdańsk  | 17:19             | –                | 32:12         | 8:33            |
| Pogoń Siedlce     | 7:32              | 26:32            | –             | 14:39           |
| Posnania Poznań   | 19:11             | 25:15            | 22:19         | –               |

Tabela grupy po drugiej fazie:
| Pozycja | Drużyna           | Punkty razem | Bilans punktów |
| ------- | ----------------- | ------------ | -------------- |
| 1       | Folc AZS Warszawa | 30           | 350:307        |
| 2       | Posnania Poznań   | 27           | 227:407        |
| 3       | AZS AWFiS Gdańsk  | 27           | 293:383        |
| 4       | Pogoń Siedlce     | 17           | 220:537        |

### Trzecia faza (play-off)
Półfinały o miejsca 1–4:
|                                                                                  | Lechia Gdańsk                                                                 | 15:17(5:10) | Blachy Pruszyński Budowlani Łódź | Sędzia: Wiesław Piotrowicz |
| Stanisław Więciorek 7, Sławomir Kaszuba 5 (karne przyłożenie), Marcin Baraniak 3 | Krzysztof Hotowski 5, Maciej Pabjańczyk 5, Krzysztof Zając 5, Piotr Gomulak 2 | 15:17(5:10) |                                  | Sędzia: Wiesław Piotrowicz |

|                  | Budowlani Lublin                                                                               | 5:25(5:8) | Arka Gdynia | Sędzia: Mirosław Żórawski |
| Tomasz Stępień 5 | Jarek Bator 7, Jacek Wojaczek 5, Dariusz Komisarczuk 5, Aleksiej Bekov 5, Stanisław Krieczun 3 | 5:25(5:8) |             | Sędzia: Mirosław Żórawski |

Mecz o trzecie miejsce:
|                                                                           | Lechia Gdańsk                     | 39:6(20:3) | Budowlani Lublin | Sędzia: Mirosław Żórawski |
| Janusz Urbanowicz 14, Marcin Baraniak 10, Karol Hedesz 5, Jacek Grebasz 5 | Paweł Pieniak 3, Tomasz Stępień 3 | 39:6(20:3) |                  | Sędzia: Mirosław Żórawski |

Finał :
|                                                                             | Arka Gdynia                                   | 30:10(5:10) | Blachy Pruszyński Budowlani Łódź | Sędzia: Daniel Gillet |
| Stanisław Krieczun 20 (pd 5dg K), Marek Skindel 5 (P), Aleksiej Bekov 5 (P) | Piotr Gomulak 5 (P), Maciej Maciejewski 5 (P) | 30:10(5:10) |                                  | Sędzia: Daniel Gillet |

## Klasyfikacja końcowa
Klasfyfikacja końcowa ligi (na czerwono wiersz z drużyną, która spadła do II ligi, na żółto z drużyną, która miała zagrać w barażu o utrzymanie):
| Pozycja | Drużyna                          |
| ------- | -------------------------------- |
| 1       | Arka Gdynia                      |
| 2       | Blachy Pruszyński Budowlani Łódź |
| 3       | Lechia Gdańsk                    |
| 4       | Budowlani Lublin                 |
| 5       | Bakoma Orkan Sochaczew           |
| 6       | Porta Ogniwo Sopot               |
| 7       | Folc AZS Warszawa                |
| 8       | Posnania Poznań                  |
| 9       | AZS AWFiS Gdańsk                 |
| 10      | Pogoń Siedlce                    |

## II liga
Równolegle z rozgrywkami I ligi odbywała się rywalizacja w II lidze. Wzięło w niej udział osiem drużyn, a podzielono ja na dwie fazy. W pierwszej drużyny podzielono na dwie grupy liczące po cztery drużyny: północną i południową. Drużyny rozgrywały mecze zgodnie z zasadą każdy z każdym, mecz i rewanż. W drugiej fazie drużyny także były podzielone na dwie grupy – w grupie A grały po dwie najlepsze drużyny obu grup z pierwszej fazy, w grupie B po dwie słabsze drużyny. Do I ligi awansowała najlepsza drużyna II ligi, druga grała baraż o awans z dziewiątą drużyną I ligi.
Tabela końcowa II ligi (na zielono wiersz z drużyną, która awansowała do I ligi, na żółto z drużyną, która awansowała do barażu):
| Pozycja | Drużyna                             |
| ------- | ----------------------------------- |
| 1       | Skra Warszawa                       |
| 2       | Juvenia Kraków                      |
| 3       | Aber Olsztyn                        |
| 4       | Wektor Toruń                        |
| 5       | Blachy Pruszyński Budowlani II Łódź |
| 6       | Arka II Gdynia                      |
| 7       | Chaos Poznań                        |
| 8       | Ogniwo II Sopot                     |

## Baraż o I ligę
Baraż pomiędzy dziewiątym zespołem I ligi i drugim zespołem II ligi nie odbył się – z udziału w nim zrezygnowała drugoligowa Juvenia Kraków, dzięki czemu w I lidze utrzymał się AZS AWFiS Gdańsk.

## Inne rozgrywki
W finale Pucharu Polski Lechia Gdańsk pokonała Folc AZS Warszawa 24:3. W mistrzostwach Polski juniorów zwycięstwo odnieśli Budowlani Łódź, a wśród kadetów Skra Warszawa. 